# Room Service (album av Roxette)
Room Service utkom 2001 och är ett musikalbum med den svenska popduon Roxette. "The Centre of the Heart", "Real Sugar" och "Milk and Toast and Honey" släpptes som singlar.

## Bakgrund
Första singeln The Centre of the Heart skrevs och spelades in redan 1998 till föregående album, men några instrument byttes ut och tempot ändrades till den nya versionen. Jonas Åkerlund regisserade videon, och fotograferade bilderna till skivomslagen på hotellet Madonna Inn i San Luis Obispo.
Gessle har i en intervju från 2014, uttryckt att han var missnöjd med låten Bringing Me Down To My Knees, och albumets version av Fool nådde inte sin fulla potential jämfört med demoinspelningen.
Den 28 september 2001 startade Europaturnén i Münchens Olympiahalle, och avslutades på Scandinavium i Göteborg den 17 november 2001. På scen förutom Gessle och Fredriksson,  spelade Pelle Alsing trummor, Clarence Öfwerman syntar, Jonas Isacsson gitarr, Christoffer Lundquist bas och Mats Persson slagverk.

## Låtlista
1. "Real Sugar" [Gessle]
2. "The Centre of the Heart" [Gessle]
3. "Milk and Toast and Honey" [Gessle]
4. "Jefferson" [Gessle]
5. "Little Girl" [Fredriksson]
6. "Looking for Jane" [Gessle]
7. "Bringing Me Down to My Knees" [Gessle]
8. "Make My Head Go Pop" [Gessle]
9. "Try" (Just a Little Bit Harder) [Gessle]
10. "Fool" [Gessle]
11. "It Takes You No Time to Get Here" [Gessle]
12. "My World, My Love, My Life" [Gessle]

## Singlar
- The Centre of the Heart (Is a Suburb to the Brain) [Mars 2001]
  1. The Centre of the Heart
  2. Entering Your Heart

- Real Sugar [Juni 2001]
  1. Real Sugar
  2. It Will Take A Long Long Time (Modern Rock Version)
  3. Real Sugar (Shooting Star Treatment)
  4. The Centre of the Heart (Enhanced Video)

- Milk and Toast and Honey [Oktober 2001]
  1. Milk and Toast and Honey
  2. Milk and Toast and Honey (Active Dance Remix)
  3. Milk and Toast and Honey (Shooting Star Treatment)
  4. Milk and Toast and Honey (T&A Demo, August 2nd and 3rd 1999)
  5. Real Sugar (Enhanced Video)

## Medverkande
- Per Gessle: sång, gitarr, programmering
- Marie Fredriksson: sång
- Clarence Öfwerman: keyboards, programmering
- Christoffer Lundquist: bas
- Jonas Isacsson: gitarr
- Christer Jansson: trummor
- Mats Persson: gitarr, programmering
- Shooting Star (Jimmy Monell): programmering
- Mattias Torell: akustisk gitarr på "Little Girl"[7]

### Fotnoter
1. ↑  ”Roxette”. Arkiverad från originalet den 24 augusti 2011. https://web.archive.org/web/20110824031633/http://www.roxette.se/discography.php. Läst 10 juni 2011.
2. ↑  ”//roxette/discography/”. https://roxette.se/discography/. Läst 14 november 2024.
3. ↑  Lindström, Sven (2025-02-05). Att vara Per Gessle: en auktoriserad biografi
4. ↑  Från intervjuer 2014 med Sven Lindström som finns tillgängliga på The Per Gessle Archives (A Lifetime Of Songwriting) digital version.
5. ↑  ”2001-roxette-roomservice/”. https://www.dailyroxette.com/2001-roxette-roomservice/. Läst 5 februari 2025.
6. ↑  ”musicbrainz”. https://musicbrainz.org/release/308101b3-67ed-4f64-98f8-cd7287d72db0. Läst 12 april 2024.
7. ↑  Information från CD texthäfte. 2001